# لید (موسیقی)

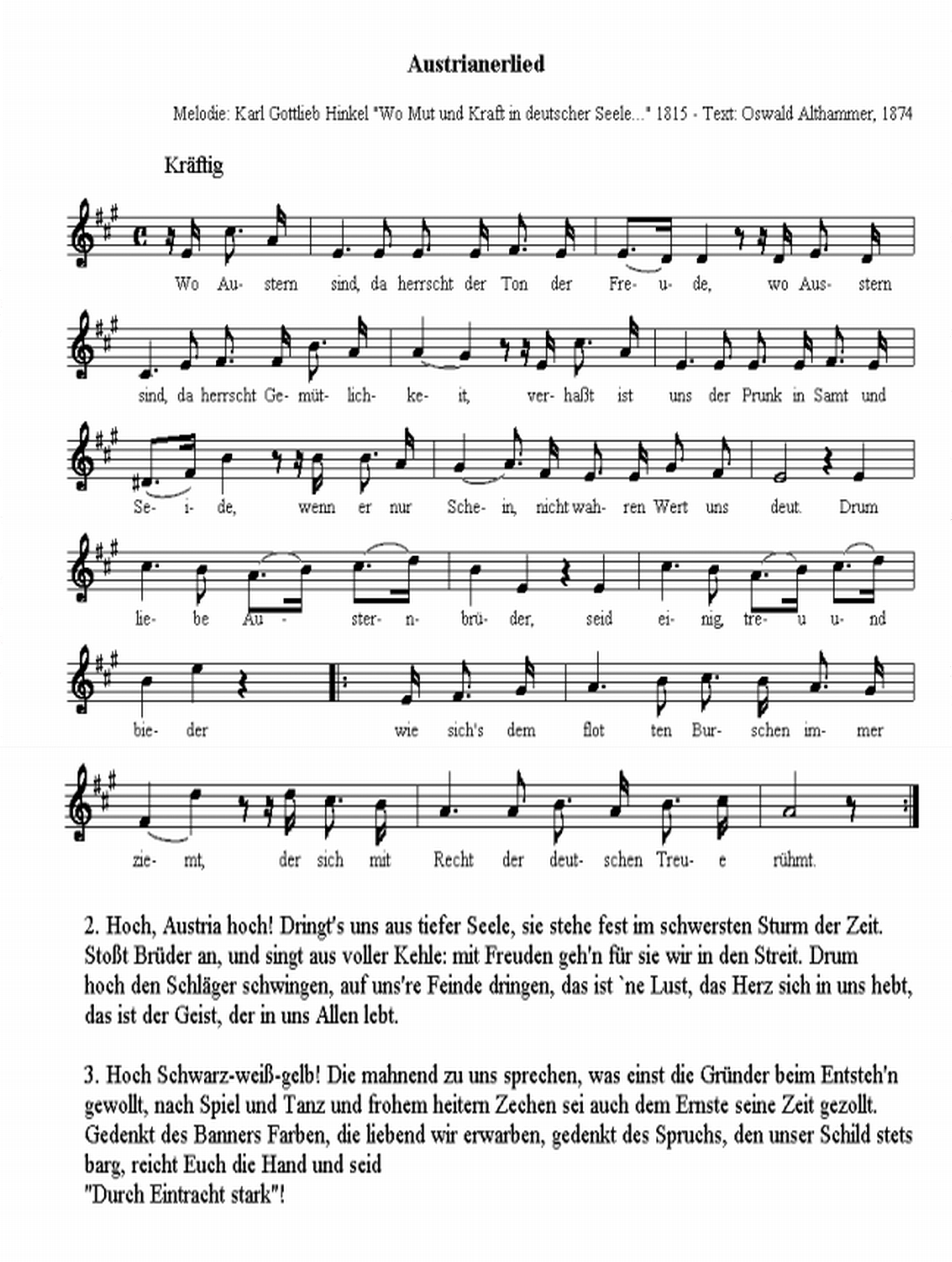
Austrianerlied یک سرود اتریشی با ملودی کارل گوتلیب هینکل و متن اوسوالد آلتهامر (۱۸۷۴) است. این قطعه در قالب لید (Lied) نوشته شده و به افتخار روحیه ملی و اتحاد سروده شده است. متن آن بر ارزش‌های وفاداری، همبستگی و هویت اتریشی تأکید دارد و در بخش‌هایی از نمادهای ملی مانند رنگ‌های پرچم (سیاه، سفید، زرد) یاد می‌کند.

در سنت موسیقی کلاسیک غربی، لید (‎/liːd, liːt/‎، جمع Lieder ‎/ˈliːdər/‎ ; تلفظ آلمانی: [li:t]، جمع[ˈli:dɐ]، ت.ت. 'آهنگ') اصطلاحی است در فن تنظیم شعر موسیقی کلاسیک که برای ساخت یک آهنگ چندصدایی به کار می‌رود. در زبان آلمانی معاصر، این اصطلاح برای هر نوع آهنگی استفاده می‌شود، اما در زبان‌های انگلیسی و فرانسوی، "لید" بیشتر به معنای " آهنگ هنری " استفاده می‌شود تا آثاری را که از سنت‌های زبان‌های دیگر الهام گرفته‌اند را دربر گیرد. شعرهایی که در آهنگ‌های لیدر به کار می‌روند، بیشتر بر درونمایه‌های شبانی یا عشق رمانتیک متمرکز هستند.
کهن‌ترین لیدها مربوط به اواخر سده چهاردهم یا اوایل سده پانزدهم است، و حتی می‌توان آهنگ‌های مینسانگ از اوایل سده ۱۲ و ۱۳ نیز در این مجموعه جای داد. بعدها می‌توان به ویژه به تنظیمات شعر رمانتیک در اواخر سده هجدهم و نوزدهم و اوایل سده بیستم نیز اشاره کرد. به عنوان مثال می‌توان به تنظیمات جوزف هایدن، ولفگانگ آمادئوس موتزارت، لودویگ ون بتهوون، فرانتس شوبرت، رابرت شومان، یوهانس برامس، هوگو ولف، گوستاو مالر یا ریچارد اشتراوس اشاره کرد.

## تاریخ
برای آلمانی‌زبانان، اصطلاح «لید» پیشینه‌ای دیرینه دارد که از آهنگ‌های سده دوازدهم تروبادر (مینسانگ) که از راه آهنگ‌های محلی (Volkslieder) و سرودهای کلیسایی (Kirchenlieder)  منتقل شده بودند، تا آوازهای کارگری سده بیستم (Arbeiterlieder) یا آهنگ‌های اعتراضی (Kabarettlieder, Protestlieder) را در بر می‌گرفت.
واژه آلمانی لید برای «آهنگ» (که با گویش انگلیسی leed همبستگی دارد) برای نخستین بار در اوایل سده پانزدهم، در آلمانی مورد استفاده عمومی قرار گرفت و تا اندازه زیادی جایگزین واژه پیشین gesang شد. گاهی ادعا می‌شود که اسوالد فون ولکنشتاین شاعر و آهنگساز به دلیل نوآوری‌هایش در آمیختن واژه‌ها و موسیقی آفریننده لید بوده‌است. آهنگساز اواخر سده چهاردهم، شناس به راهب سالزبورگ، شش لید دو قسمتی نوشت که هنوز کهن‌ترین لیدها هستند، اما آهنگ‌های اسوالد (که تقریباً نیمی از آن‌ها در واقع از دیگر آهنگسازان وام گرفته شده‌اند) هم از دید شمار و هم کیفیت از راهب سالزبورگ پیشی می‌گیرند.
در آلمان، زمانه بزرگ ترانه در سده نوزدهم آغاز شد. آهنگسازان آلمانی و اتریشی پیش از این زمان برای آواز با صفحه کلید آهنگ می‌نوشتند، اما با شکوفایی ادبیات آلمانی در دوران کلاسیک و رمانتیک بود که آهنگسازان با الهام از شعر جرقه سبک‌ِ شناس به لید را زدند. آغاز این سنت در آهنگ‌های هایدن، موتسارت و بتهوون دیده می‌شود، اما با شوبرت بود که تعادل نوینی میان سخن و موسیقی پایه‌ریزی شد. شوبرت بیش از ۶۰۰ ترانه نوشت که برخی از آنها سکانس‌ها یا بخش‌های آهنگی بودند که به جای سرگذشت «تن» به سرگذشت «روان» می‌پرداختند. این سنت توسط شومان، برامس و ولف ادامه یافت و در سده بیستم توسط ریچارد اشتراوس، مالر و پفیتزنر ادامه یافت. آهنگسازان آتونالیته، مانند آرنولد شوئنبرگ، آلبان برگ و آنتون وبرن نیز لید ساخته‌اند.

## سایر سنت‌های ملی
سنت لید پیوند نزدیکی با زبان آلمانی دارد، اما در جاهای دیگر، به ویژه در فرانسه، با ملودی‌های آهنگسازانی مانند برلیوز، فوره، دبوسی، و پولنک، و در روسیه، به‌ویژه با آهنگ‌های موسورگسکی و راخمانینوف شباهتی وجود دارد. . انگلستان نیز شکوفایی آواز داشت که بیشتر در پیوند با آهنگ‌های محلی بودند تا آهنگ‌های هنری، و در کارهای رالف وان ویلیامز، بنجامین بریتن، ایور گورنی و جرالد فینزی منعکس شده‌است.

## پیوندهای بیرونی
- آرشیو LiederNet، نوشته‌ها و برگردان‌ها
- آرشیو صدای لیدر
- OpenScore Lieder Corpus، رونوشت‌های دامنه عمومی برای پخش یا بارگیری
- پروژه آهنگ هنری
- «زندگی در طرف دیگر - ۱۹۷۱ داروبر. . " Aubrey Pankey، خواننده آمریکایی آفریقایی‌تبار لیدر